# Xã Mound City, Quận Linn, Kansas
Xã Mound City (tiếng Anh: Mound City Township) là một xã thuộc quận Linn, tiểu bang Kansas, Hoa Kỳ. Năm 2010, dân số của xã này là 1.281 người.